# Simpstubb
Simpstubben (Lebetus scorpioides) är en fisk i familjen smörbultar. 

## Utseende
En liten fisk med tydlig könsdimorfism; Hanen är gråbeige med 4 vaga, gråa tvärstrimmor och med huvudets ovansida samt bröst orange till röda. Honan är brunbeige med röda tvärstrimmor och rödbrunt huvud. Två höga ryggfenor. De båda bukfenorna är sammanvuxna men bildar till skillnad från de flesta smörbultar ingen sugskiva. Simpstubben blir upp till 4 cm lång.

## Utbredning
I nordöstra Atlanten från norra Biscayabukten till västra Brittiska öarna, Färöarna, sydvästra Island och mellersta Norge. Går in i Kattegatt, där den dock är mindre vanlig.

## Vanor
Simpstubben är en havslevande bottenfisk som främst vistas på 20 till 375 meters djup. Födan utgörs av små kräftdjur, blötdjur och maskar. Livslängd minst 2 år.

## Fortplantning
Dåligt känd. Simpstubben leker under sommaren. Ynglen övergår från ett pelagiskt liv till bottenliv när de är omkring 8 millimeter långa. Leker troligen inte i svenska vatten.